# Ada, Ohio
Ada là một làng thuộc quận Hardin, tiểu bang Ohio, Hoa Kỳ. Năm 2010, dân số của làng này là 5952 người.

## Dân số
- Dân số năm 2000: 5582 người.
- Dân số năm 2010: 5952 người.